# Казунба
Казунба (Harpactes kasumba) — вид трогоноподібних птахів родини трогонових (Trogonidae). Мешкає в Малайзії, Таїланді, Індонезії та Брунеї.

## Опис

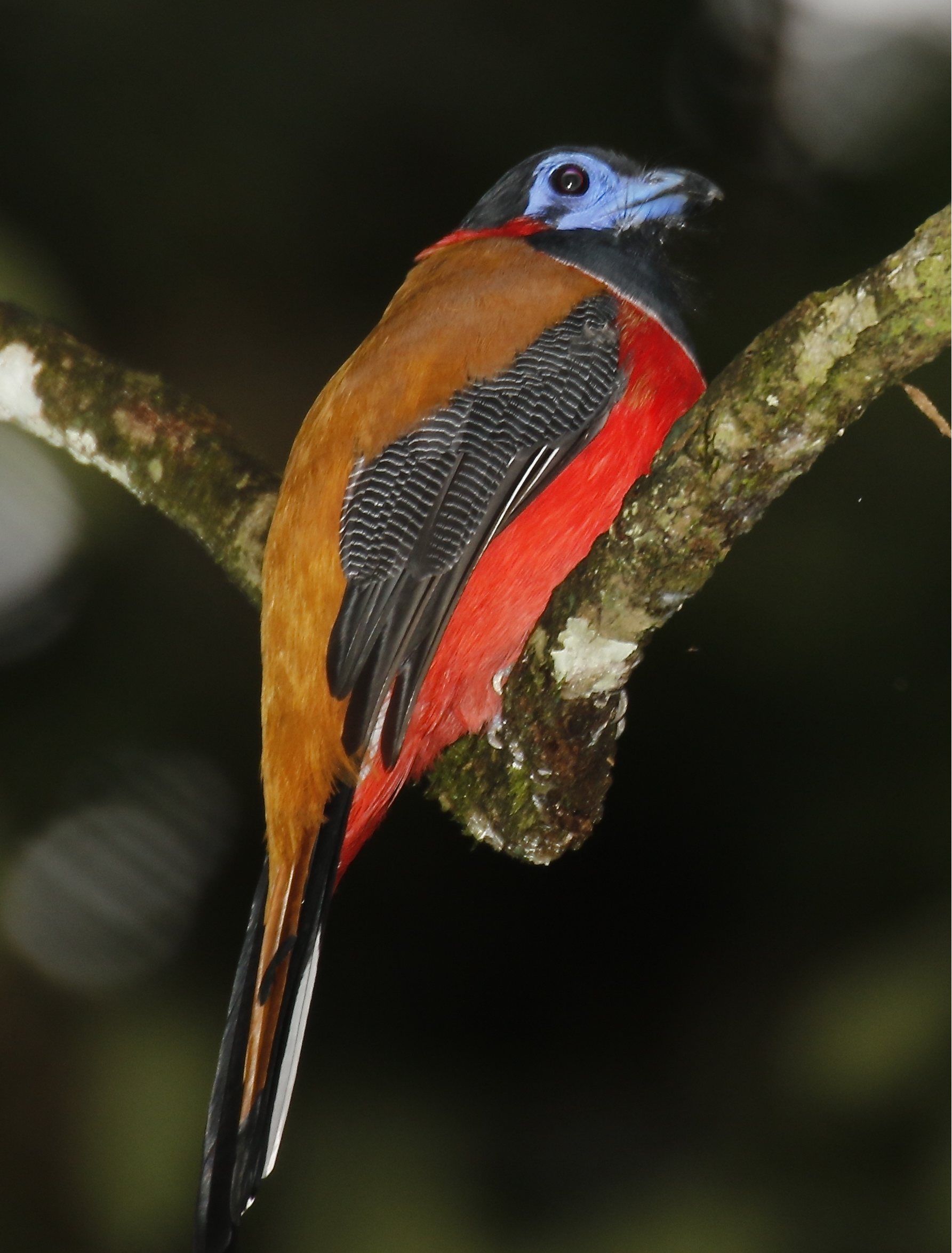
Казунба (самець)

Середня довжина птаха становить 32 см. Як і більшість трогонів, казунба має яскраве забарвлення. Виду притаманний статевий диморфізм. Голова і воло в самця має чорне забарвлення. На шиї біле кільце, що відділяє голову від яскраво-червоних грудей. На задній стороні шиї є "комірець" з червоних пер. Спина в нього жовто-коричнева, як і верхня частина хвоста; нижня частина хвоста чорно-біла, крила здебільшого чорні. Самиці мають тьмяніше забарвлення: їх голова сіро-коричневого кольору, груди жовто-коричневі. Самка також має кільце на шиї.
І у самців, і у самиць дзьоб блакитний, як і гола шкіра навколо очей. Їх лапи короткі й слабкі, як і в інших трогоноподібних. Крила також короткі, хоча і сильні. Однак казунби не люблять літати на далекі відстані; зазвичай польоти відбуваються на відстань не більше кількох сотень метрів. Живуть казунби приблизно 7,3 років.

## Поширення й екологія
Казунби мешкають в біогеографічному регіоні Сунда, що включає Малайзію, Таїланд, Індонезію і Бруней. Це осілий птах на всьому ареалі. Він доволі часто зустрічається на Малайському півострові на Суматрі, однак в інших місцях є досить рідкісним. Живе в вологих тропічних лісах на висоті до 600 м над рівнем моря (хоча на Борнео зустрічаються в гірських тропічних лісах на висоті до 1200 м над рівнем моря). Також казунби були зафіксовані в густих бамбукових лісах, на плантаціях кокосових горіхів і какао.

## Підвиди
Виділяють два підвиди казунби:
- H. k. kasumba (Raffles, 1822) — Малайський півострів і Суматра
- H. k. impavidus (Chasen & Kloss, 1931) — Борнео

## Раціон
Казунби здебільшого харчуються безхребетними, такими як паличники і павуки. Іноді полюють на ящірок, їдять фрукти й насіння.

## Розмноження
Казунба — територіальний і моногамний вид птахів. Гніздяться в дуплах. В кладці 1-3 яйця, інкубаційний період триває 16-19 днів.

## Збереження
МСОП вважає, що стан збереження цього виду близький до загрозливого. Основною загрозою є знищення місць проживання птаха, а також лісові пожежі.